# Den nya RnB mannen
#DENNYARNBMANNEN är Ansiktets debutalbum, och släpptes 12 mars 2013. Albumet innehåller 12 spår. Albumet innehåller bland annat singlarna "X", "Äckligt", "För stor" och "Låtsas som inget hänt".

## Låtlista
1. Mingla
2. För stor
3. 666
4. Låtsas som inget hänt
5. Över Mig
6. NPRPT
7. Stanna kvar
8. Äckligt
9. Singel
10. X
11. Någon annan
12. Vi drar